# Overlachsches Haus

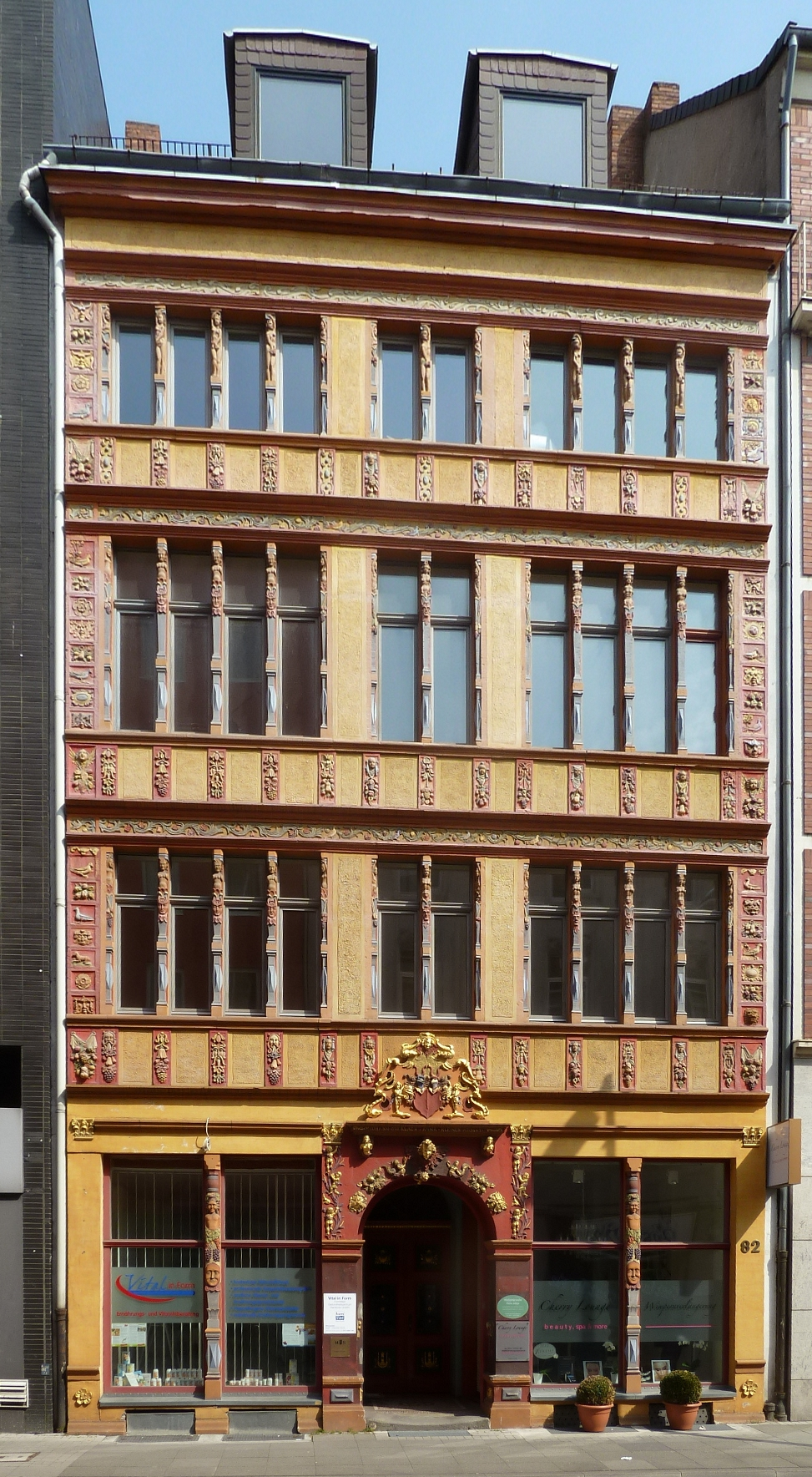
1884 rettete der Bankier und Bürgervorsteher August Basse die Fassade des Overlach'schen Hauses

Das Overlach’sche Haus in Hannover ist heute eine Komposition aus einem im späten 19. Jahrhundert errichteten Wohn- und Geschäftsgebäude mit der einzigen nahezu vollflächig erhaltenen Steinfassade der bürgerlichen Renaissancebaukunst der Stadt aus dem 17. Jahrhundert. Standort des denkmalgeschützten Gebäudes ist die Lavessstraße 82 im Stadtteil Mitte.

## Geschichte
Das Gebäude wurde ursprünglich 1663, wenige Jahre nach dem Dreißigjährigen Krieg, von dem Maurermeister und Steinhauer Adrian Siemerding direkt neben der Marktkirche der Stadt für den Kaufmann Johann Overlach und seine Ehefrau Anna Kleine erbaut. Das wohlhabende Ehepaar ließ ihr Gebäude in „bester Lage“ errichten, war doch der Marktplatz „seit dem Mittelalter städtebaulicher Mittelpunkt und politisch-gesellschaftliches Zentrum der Altstadt“. Unter der Adresse Am Markt 6 stand das vergleichsweise mächtige Gebäude, eingerahmt von zwei kleineren Seitengebäuden, bis 1884 beinahe unmittelbar neben der Marktkirche auf (dem später umbenannten Teil des Marktplatzes,) dem Hanns-Lilje-Platz.

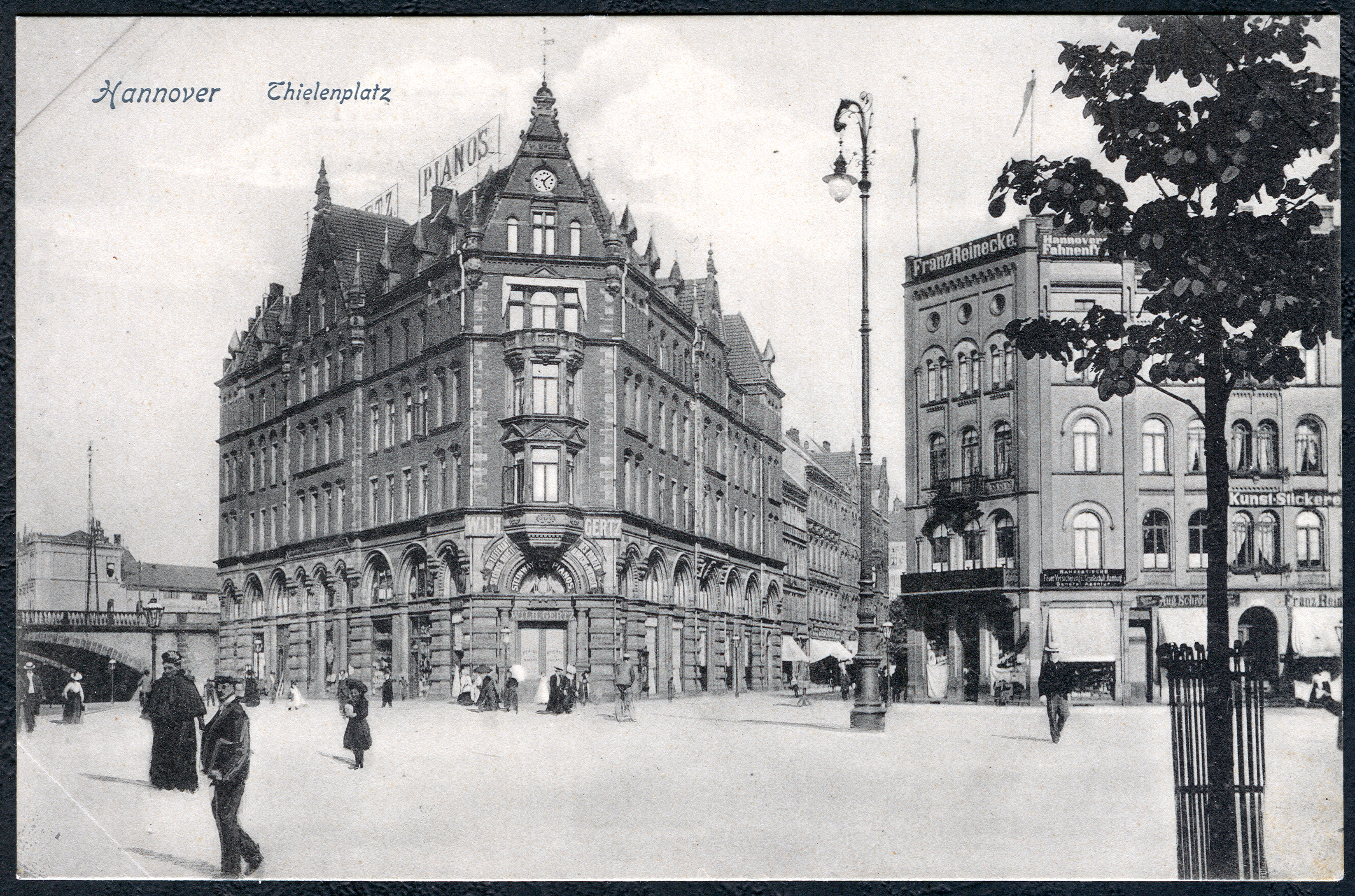
Das Overlachsche Haus in der Lavesstraße (etwa in der Bildmitte), davor die Pianofabrik des Violin-Virtuosen Wilhelm Gertz am Thielenplatz, rechts davon die Hannoversche Fahnenfabrik und ganz links ein Gebäude des Vergnügungsetablissements Tivoli;
Ansichtskarte Nr. 101 von Georg Kugelmann, um 1907

Nach dem Beginn der Industrialisierung im Königreich Hannover änderte sich seit der Mitte des 19. Jahrhunderts auch die Situation am Marktplatz entscheidend: Zunächst unterzog der Stadtbaumeister Ludwig Droste die Marktkirche einer gründlichen Renovierung. In der Auffassung der damaligen Zeit musste dies mit einer „Stilbereinigung“ einhergehen – „die Kirche erhielt eine einheitliche neugotische Innenausstattung“. Im Kirchturm wurde das (heutige) „große Westportal mit dem Maßwerksgewände eingebaut“, sämtliche direkten Anbauten an den Kirchenmauern, wie etwa das „Ratsbuchbinderhaus“, wurden abgebaut „zugunsten einer einheitlichen monumentalen Wirkung“ der Kirche.
Der wirtschaftliche Aufschwung insbesondere nach der Gründung des Deutschen Kaiserreiches führte in den 1880er Jahren dann auch zu grundlegenden Um- und Neubauten rund um das Overlachsche Haus. An der nördlichen Seite des heutigen Hanns-Lilje-Platzes bis zur Knochenhauerstraße entstand 1884 bis 1885 eine geschlossene Häuserzeile aus Backstein mit vorwiegend gotisierenden Elementen.
Etwa zeitgleich ließ sich der Bankier und Bürgervorsteher August Basse ein eigenes Wohn- und Geschäftsgebäude in der Lavessstraße 82 errichten. Während am heutigen Hanns-Lilje-Platz die neue Backsteingruppe schon beinahe fertiggestellt war und nun das Overlachsche Haus zugunsten einer Platzerweiterung abgebrochen werden sollte, gab Basse den Auftrag, die Fassade vom Haus Overlach seinem eigenen Haus vorzusetzen und so für die Nachwelt zu erhalten. Mehr als ein Dutzend Arbeiter bauten das Renaissance-Gebäude und die beiden angrenzenden Häuser 1884 mühevoll Stück für Stück in halsbrecherischer Handarbeit ab. Die Teile der Renaissance-Fassade wurden unterdessen mit Pferdefuhrwerken in die Lavesstraße transportiert.